# Eisenoxidierende Mikroorganismen
Die Bezeichnung Eisenoxidierende Mikroorganismen umfasst Bakterien und Archaeen, welche Energie durch die Oxidation von zweiwertigem Eisen (Fe(II)) gewinnen. Bakterien mit einem solchen Energiestoffwechsel werden oft verkürzt Eisenbakterien genannt, diese Gruppe stellt jedoch keine phylogenetisch nahe verwandte Einheit dar. Als Oxidationsmittel für die Eisenoxidation dient überwiegend Sauerstoff. In der Abwesenheit von Sauerstoff (anoxische Bedingungen) können von einigen Arten auch Nitrat oder Perchlorat verwendet werden. Einige anoxygen phototrophe Bakterien oxidieren Fe(II), indem sie es als Reduktionsmittel im Baustoffwechsel nutzen, wobei sie Licht als Energiequelle nutzen.

## Aerobe Eisenoxidierer

### Milieubedingungen
Die Oxidation von zweiwertigem Eisen (Fe(II)) zu dreiwertigem Eisen (Fe(III)) ist in einem hohen Maße vom pH-Wert und der Sauerstoffkonzentration abhängig. Unter neutralen pH-Bedingungen (pH 7) und atmosphärischer Sauerstoffkonzentration, erfolgt eine abiotische Oxidation, also ohne Beteiligung von Mikroorganismen, so schnell, dass zweiwertiges Eisen nur für wenige Minuten vorliegt (die Halbwertszeit beträgt etwa 6–7 Minuten). Unter diesen Bedingungen ist die Reaktionsgeschwindigkeit so hoch, dass Mikroorganismen damit nicht konkurrieren können. Eisenoxidierende Mikroorganismen kommen deshalb nur unter Umweltbedingungen vor, bei denen die Reaktionsgeschwindigkeit der abiotischen Fe(II)-Oxidation herabgesetzt ist, so dass es ihnen möglich ist, durch Fe(II)-Oxidation Energie zu gewinnen. Das ist der Fall, wenn der pH-Wert, die Sauerstoff-Konzentration oder beides niedrig ist.

### Acidophile Eisenoxidierer
Als acidophile Fe(II)-Oxidierer kommen Bakterien und Archaeen vor. Alle Vertreter dieser Gruppe betreiben eine Fe(II)-Oxidation unter sauren Bedingungen(< pH 4). Bei diesen Bedingungen spielt die abiotische Oxidation von Eisen mit Sauerstoff nur noch eine untergeordnete Rolle. Die derzeit am besten beschriebenen Organismen aus der Gruppe der acidophilen Eisenoxidierer sind die Bakterienarten Acidithiobacillus ferrooxidans und Leptospirillum ferrooxidans. Neben diesen beiden gibt es noch weitere acidophile Fe(II)-Oxidierer und zwar sowohl Bakterien wie auch Archaeen. Während Acidithiobacillus- und Leptospirillum-Arten häufig in sauren Minenabwässern (Río Tinto, Saure Grubenwässer) zu finden sind, bevorzugen Arten der Archaeen-Gattung Sulfolobus heiße und saure Quellen. Die Temperatur dieser Quellen (Solfatare) erreicht dabei oftmals Siedetemperatur. Die Energie für die Bildung von ATP und NADPH wird bei den acidophilen Fe(II)-Oxidierern ausschließlich aus der Oxidation von Fe(II) mit Sauerstoff gewonnen. Bei pH 2 lassen sich aus dieser Reaktion 33 kJ mol−1 gewinnen. Dieser Energiebetrag liegt nur unwesentlich über der Energiemenge von 31,8 kJ mol−1, welche für die Bildung von 1 Mol ATP benötigt wird. Sulfolobus acidocaldarius kommt in der Industrie bei der Hochtemperaturlaugung von Kupfer- und Eisenerzen zum Einsatz.

### Neutrophile Eisenoxidierer
Neutrophile Eisenoxidierer bevorzugen, bei mittlerem pH-Wert, Umgebungen mit herabgesetzter Sauerstoffkonzentration (<1 mg pro Liter) und einem Redox-Potential zwischen 200 und 300 mV. Zu dieser Gruppe gehören die Bakterien-Gattungen Gallionella und Leptothrix. Ein Problem der Eisenoxidation bei mittleren pH-Werten ist, dass unter diesen Bedingungen Fe(III) in Form von festen Verbindungen ausfällt, die die Mikroorganismen umkrusten und damit deren Stoffaustausch mit der Umgebung behindern. Beide genannten Bakterien vermeiden dies, indem sie das Oxidationsprodukt in bestimmter Form ablagern: Gallionella in Form eines von der Zelle weggerichteten Bandes, Leptothrix an einer aus organischem Material gebildeten Röhre, in der sich die Zellen befinden und in der sie sich frei bewegen können.
Da die Produkte der bakteriellen Eisenoxidation bei mittleren pH-Werten fast wasserunlöslich und gelbbraun (Ocker) bis rotbraun gefärbt sind, sind sie sehr auffällig. Neutrophile Eisenoxidierer wurden deshalb schon früh untersucht und beschrieben. Eine frühe zusammenfassende Beschreibung von N. Cholodny wurde 1926 veröffentlicht.

## Anaerobe Eisenoxidierer

### Anaerobe, nicht-phototrophe Eisenoxidierer
Während die aeroben und phototrophen Fe(II)-Oxidierer fast ausschließlich autotrophe Organismen sind, kommen bei den anaeroben nicht-phototrophen Fe(II)-Oxidierern autotrophe und heterotrophe Organismen vor.
Diese Reaktion und die dafür verantwortlichen Organismen wurden bisher in einer großen Bandbreite von unterschiedlichen Ökosystemen wie marine Sedimente, Brackwasserlagunen, Tiefseesedimente oder Flüssen nachgewiesen. Diese Bandbreite von Ökosystemen und die große phylogenetische Variabilität der daran beteiligten Mikroorganismen lässt den Schluss zu, dass die an die Nitratreduktion gekoppelte Fe(II)-Oxidation eine wichtige Rolle im Eisen- und Stickstoffkreislauf auf globaler Ebene spielt.

### Anaerobe, phototrophe Eisenoxidierer
Mit der Entdeckung von phototrophen Fe(II)-oxidierenden Mikroorganismen gelang erstmals der Nachweis einer biologischen Fe(II)-Oxidation in sauerstofffreien Ökosystemen. Diese Entdeckung warf ein neues Licht auf die Entwicklung der Erdgeschichte, speziell auf die Entstehungsbedingungen von Bändereisenerz in geologischer Zeit. War es bis dahin Konsens in der Geologie, das zur Entstehung von Bändereisenerzen molekularer Sauerstoff für die Oxidation von Fe(II) vorhanden sein musste, somit mussten auch die dafür verantwortlichen Cyanobakterien bereits existiert haben, so bestand nun erstmals die Möglichkeit einer Entstehung von Bändereisenerzen, ohne dass molekularer Sauerstoff zwingend vorhanden sein musste. Damit kamen begründete Zweifel darüber auf, ob das erste Auftreten von Bändereisenerze ein zuverlässiges Signal für die Existenz von molekularem Sauerstoff und dem Vorhandensein von oxygen phototrophen Organismen wie den Cyanobakterien ist.
Aus Süßwasser und marinen Habitaten wurden bisher Chlorobium ferrooxidans, Rhodovulum robiginosum, Rhodomicrobium vannielii, Thiodictyon sp., Rhodopseudomonas palustris und Rhodovulum spp. isoliert und eingehender beschrieben. Bis auf Rhodomicrobium vannielii können alle bisher bekannten Arten das Fe(II) mit Licht komplett zu Fe(III) oxidieren. Bei Rhodomicrobium vannielii kommt es hingegen zu einer Einkrustung der Zellen mit Fe(III), wodurch jegliche weitere metabolische Aktivität unterbunden wird. Wie die Einkrustung bei den anderen Arten vermieden wird, ist nicht bekannt. Vermutet wird, dass hier kleine lösliche Verbindungen die sich bildende Fe(III)-Kruste um die Zellen auflösen. Allerdings konnte diese These bisher nicht bestätigt werden.
Das bei der phototrophen Fe(II)-Oxidation gebildete Fe(III) bildet ein schwach kristallines Mineral aus, welches sich mit der Zeit in die stärker kristallinen Minerale Goethit oder Lepidokrokit umwandelt. Phototrophe Fe(II)-Oxidation spielt wahrscheinlich nur lokal, nicht aber global eine wichtige Rolle für die Ökosysteme. Dies liegt an zwei wesentlichen Gründen: Zum einen beträgt die Eindringtiefe von Licht in Böden oder Sedimenten nur etwa 200 µm, zum anderen können die Organismen Fe(II)-haltige Eisenminerale nicht aktiv auflösen und sind deshalb ausschließlich auf deren Löslichkeit angewiesen.

## Bedeutung in der Geochemie

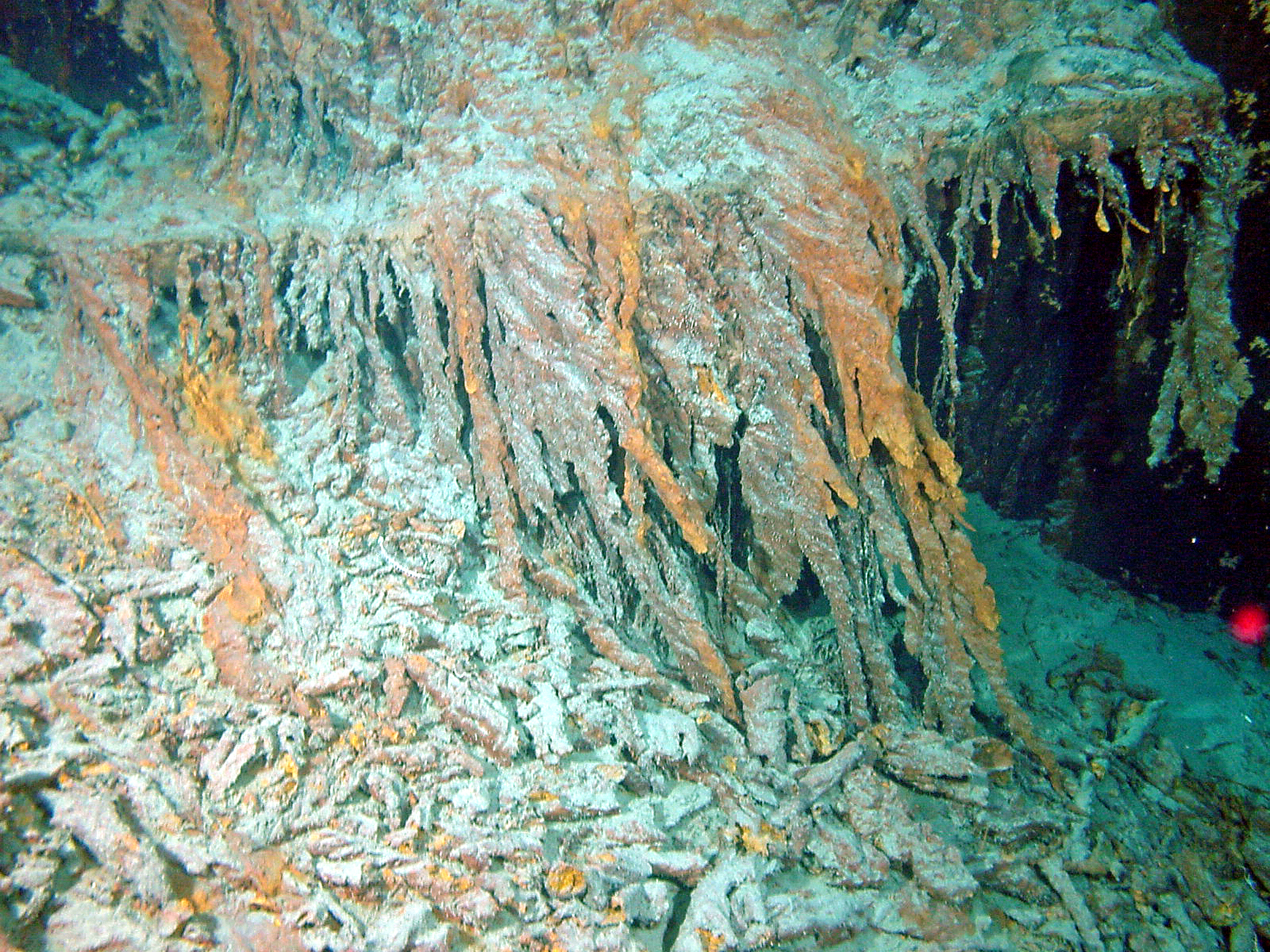
Rusticles an einem Anker der Titanic

Die mikrobielle Eisenoxidation spielt im geochemischen Kreislauf von Eisen eine bedeutende Rolle, da die dafür verantwortlichen Eisenoxidierer ubiquitär sind. Sie lassen sich in einer Vielzahl von unterschiedlichen eisenhaltigen Habitaten auffinden. Bisher nachgewiesen wurden Eisenbakterien in Sedimenten und im Wasserkörper von Seen und Flüssen, in Quellen eisenhaltigen Grundwassers im marinen Bereich in küstennahen Sedimenten, Brachwasserbereichen und in der Nähe von hydrothermalen Quellen. Am auffälligsten beeinflussen die Eisenoxidierer die Habitate in sauren Grubenwässern und in der unmittelbaren Nähe von Pflanzenwurzeln in Feuchtgebieten.
Durch die Aktivität der Eisenoxidierer werden die Habitate zum Teil erheblich beeinflusst. Die Verbindungen des zweiwertigen Eisens sind weit überwiegend gut wasserlöslich, während die des dreiwertigen Eisens bei mittleren pH-Werten fast alle schwer wasserlöslich sind. Das bedeutet, dass die mikrobielle Fe(II)-Oxidation zu einer Ausfällung, also Immobilisierung von Eisen führt. Die Genese einiger oxidischer Eisenlagerstätten kann damit erklärt werden.
Ein sehr eindrucksvolles Ergebnis der mikrobiellen Eisen(II)-Oxidation ist die Bildung der Rusticles an Schiffswracks, beispielsweise der Titanic.